# Колландсе
Колландсе (швед. Kållandsö) — другий за величиною острів озера Венерн після Торсе. Площа острова становить 56,78 км², довжина і ширина 9 км. 

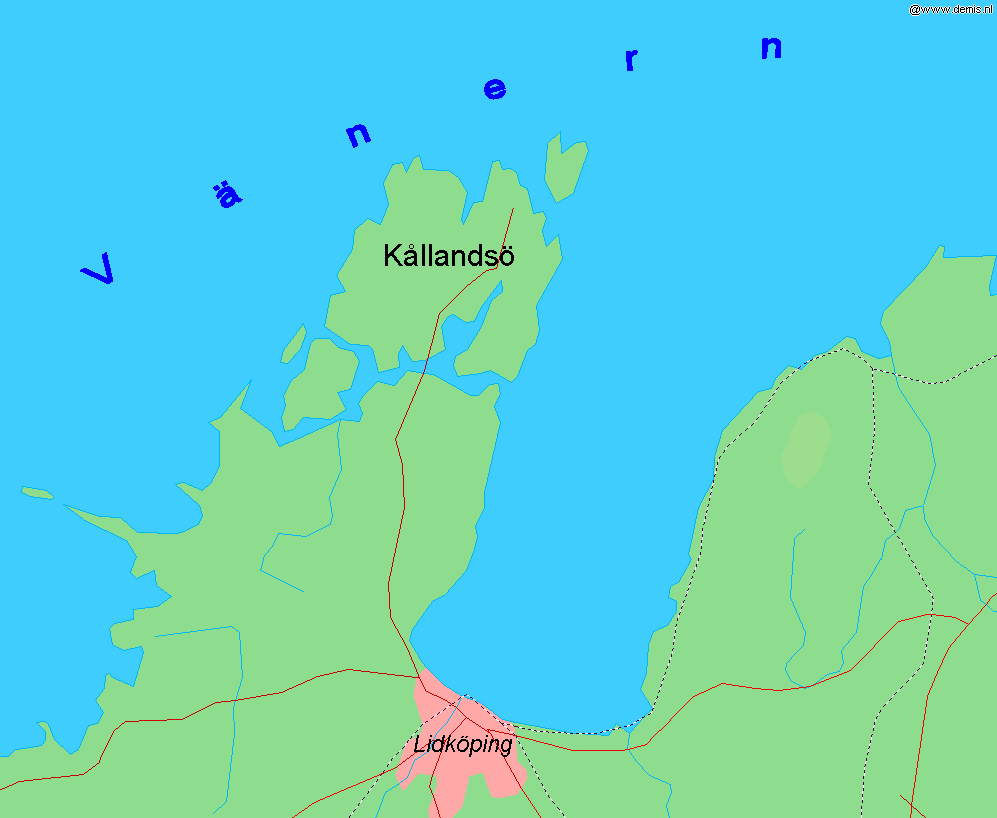
Карта

Острів розташований біля південного берега озера Венерн за 20 кілометрів на північ від міста Лідчепінг і є північною частиною комуни Лідчепінг (район Оттерстад) у лені Вестра-Йоталанд. Населення острова становить 1100 осіб (2005). 
У рибальському містечку Спікен розташована станція Шведського товариства порятунку на водах SSRS.

## Туризм
Колландсе часто відвідується туристами. По острову прокладені пішохідні та велосипедні доріжки.
Головні пам'ятки:
- палац Леске, побудований в стилі бароко,
- старовинний маєток «Транеберг» шведського аристократичного роду Делагарді.

## Галерея

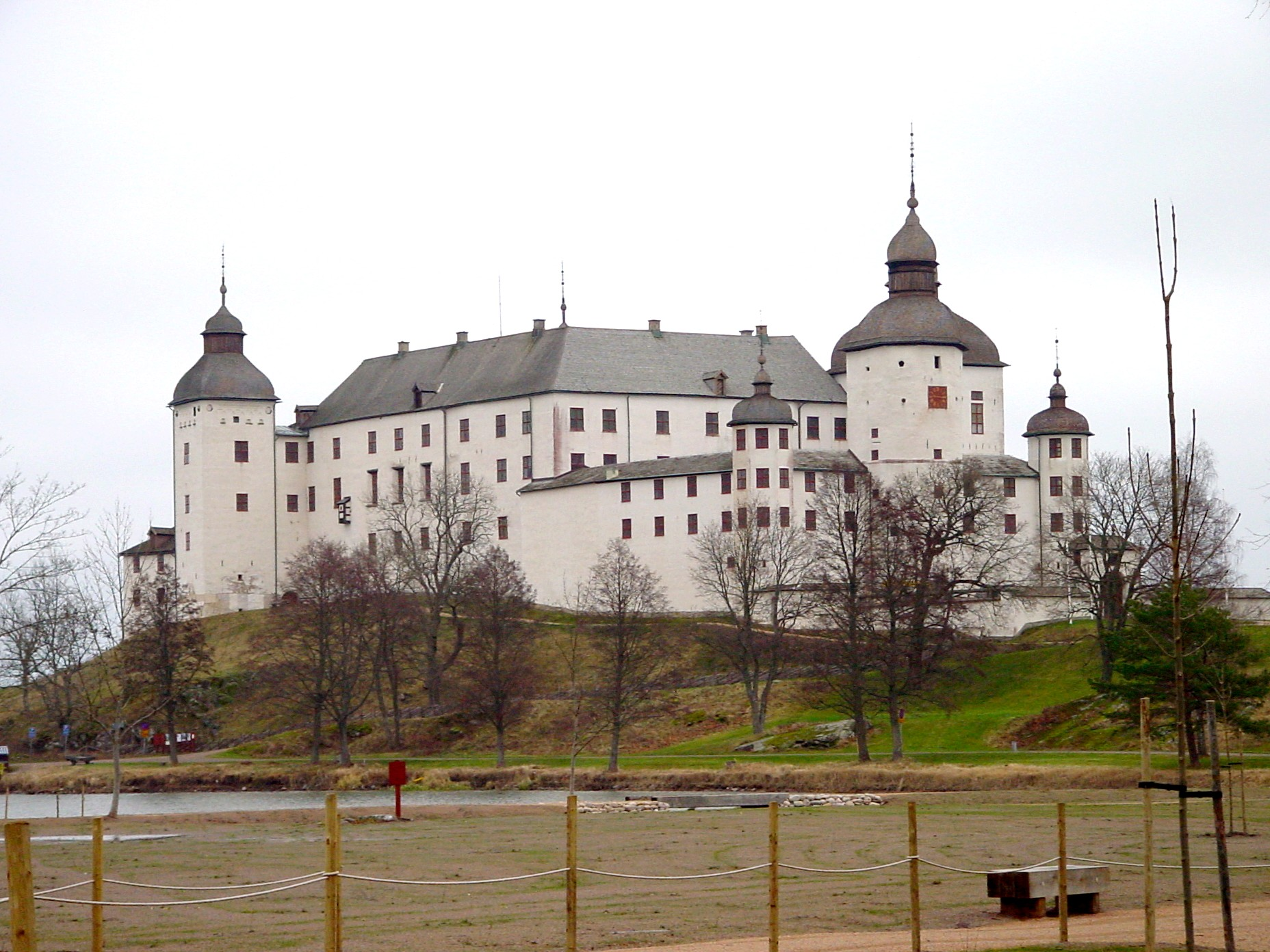
Палац Леке
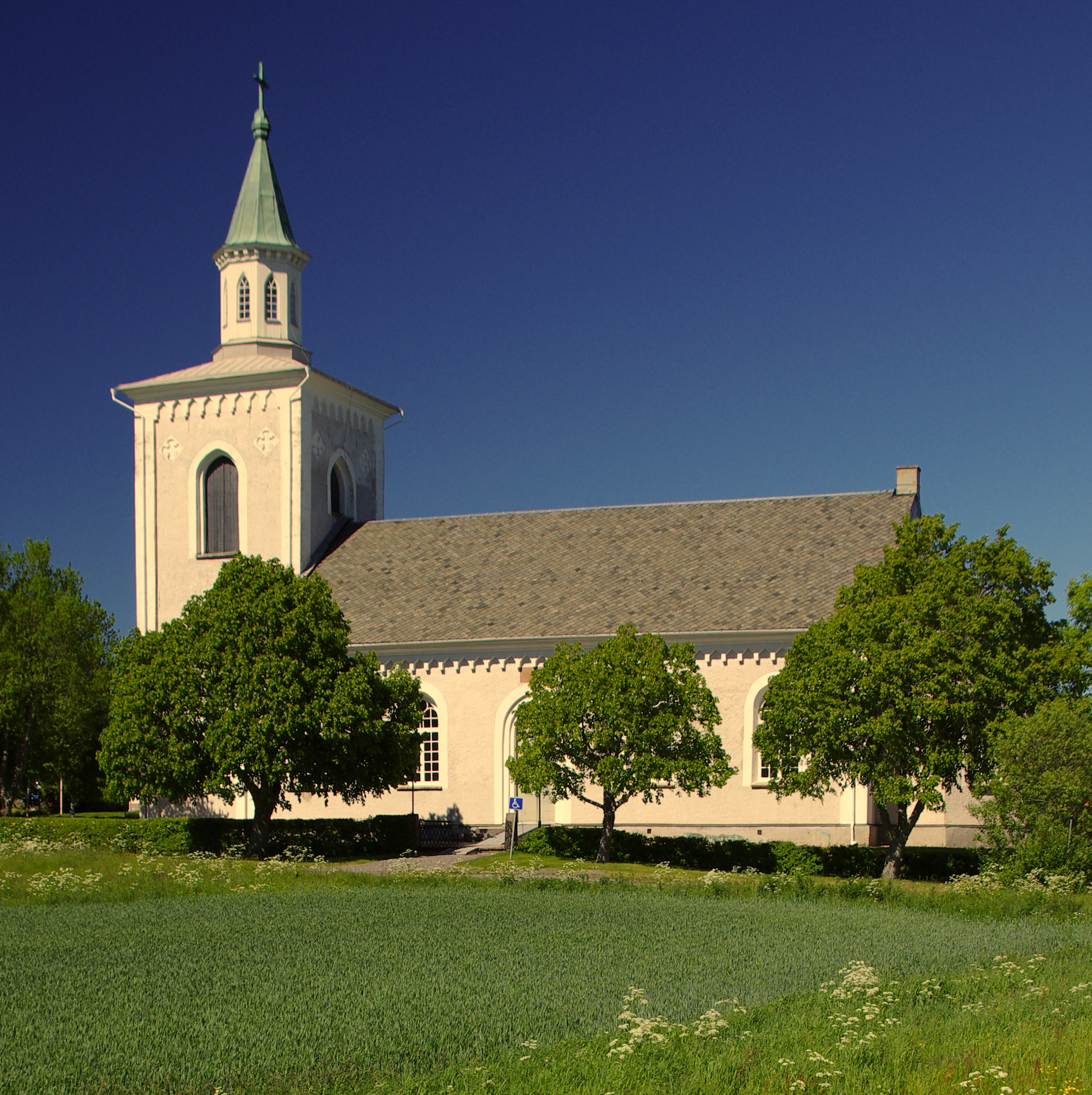
Оттерстадська церква
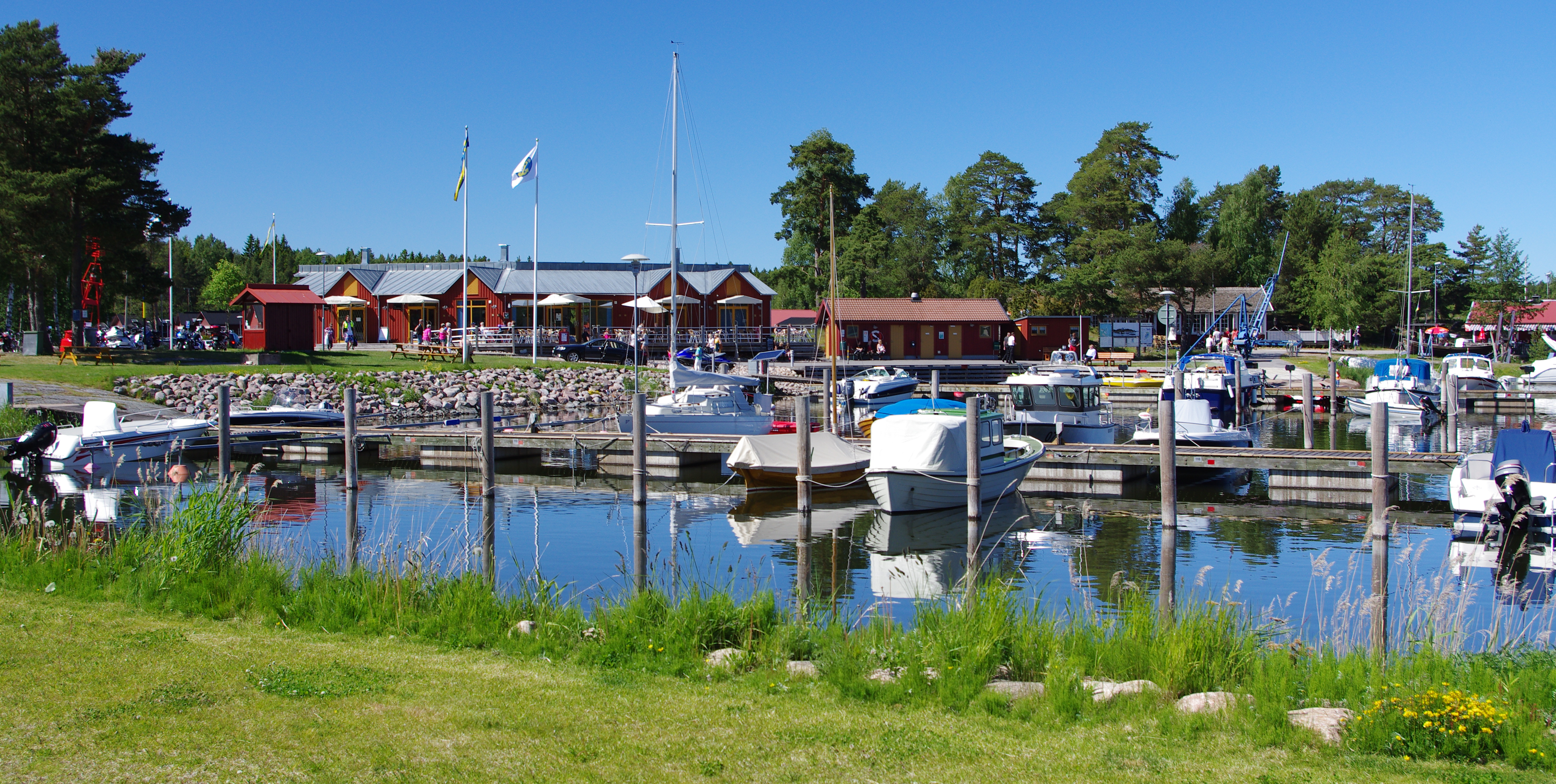
Гавань в Спікені
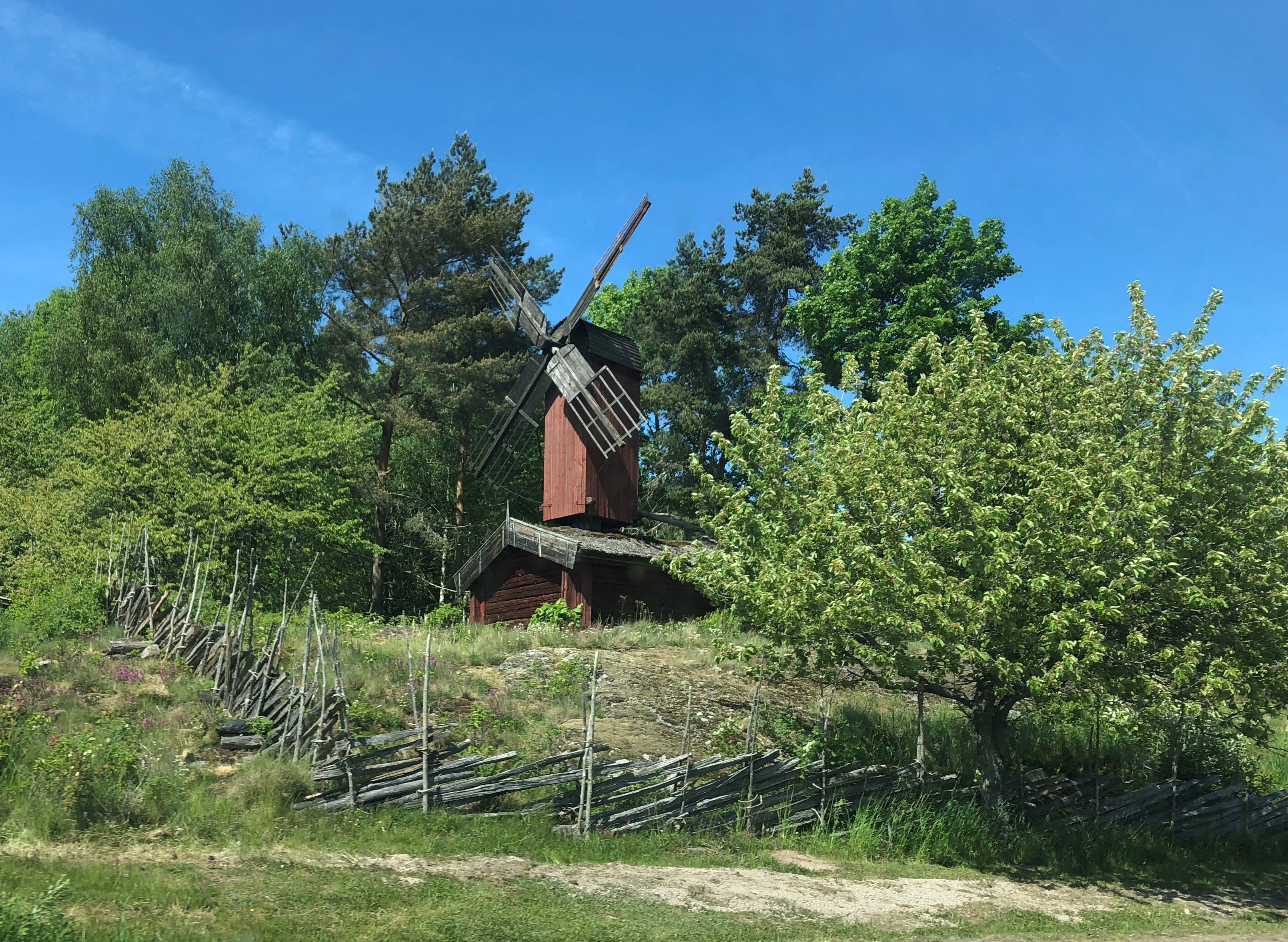
Вітряк